# Jeon So-mi
Dans ce nom coréen, le nom de famille, Jeon, précède le nom personnel.
Ennik Somi Douma, née le 9 mars 2001, mieux connue sous son nom coréen Jeon Somi (hangeul : 전소미), est une chanteuse canado-néerlandaise-coréenne basée en Corée du Sud. La carrière de Somi est propulsée lorsqu'elle gagne l'émission de télé-réalité musicale sud-coréenne Produce 101 et intègre le groupe temporaire I.O.I. Après la fin des activités de groupe avec I.O.I, Somi se consacre à diverses activités en solo sous le label JYP Entertainment, puis sous The Black Label. Somi fait finalement ses débuts en tant que soliste le 13 juin 2019, avec le single Birthday.

## Biographie

### Jeunesse
Jeon Somi est née le 9 mars 2001 en Ontario, au Canada. Sa mère, Jeon Sun-hee, est coréenne et son père, Matthew Douma, est canadien d'origine néerlandaise. Elle a aussi une petite sœur, Evelyn Maverick Douma, née en 2009. Sa famille a déménagé à Séoul, 6 mois après sa naissance. Elle était d'abord inscrite dans une école pour étrangers avant d'être transférée à l'école primaire de Séoul Midong pour pratiquer le taekwondo. Somi est titulaire d'une ceinture noire au troisième degré en taekwondo.
Elle fait sa toute première apparition à la télévision à l'âge de 4 ans lors d'une interview avec son père sur KBS News alors qu'elle déblayait la neige dans leur quartier.
En 2013, elle participe au programme spécial de la Journée des enfants de Let's Go! Dream Team saison 2, en tant que représentante de l'équipe de taekwondo de l'École élémentaire de Midong. La même année, elle chante dans un clip pour l'enseignement de l'anglais en Corée. En août 2014, elle, sa mère et sa grand-mère ont fait une courte apparition lors du 187e épisode de Hello Counsellor. Elle a également joué un rôle dans le film Ode to My Father en 2014, avec son père et sa sœur.
Après avoir obtenu son diplôme de l'école secondaire Cheongdam le 3 février 2017, puis elle fréquente la Hanlim Multi Art School, où elle a été diplômée en 2020,.
Elle auditionne pour intégrer une agence de divertissement coréenne dès sa quatrième année d'école primaire, avec l'accord de son père et sa mère.

### 2014-2016:Sixteen,Produce 101et I.O.I
En 2014, Somi rejoint JYP Entertainment après une audition sur la chanson Lonely de 2NE1. Peu de temps après, Somi apparait dans le clip vidéo de GOT7 Stop Stop It,.
En mai 2015, Somi participe au programme Sixteen, où elle a été opposée à 15 autres stagiaires de JYP pour obtenir une place dans le nouveau groupe de filles de l'agence, Twice. Cependant, elle a été éliminée au dernier tour.
En janvier 2016, Somi est candidate de Produce 101, une émission de compétition télévisée où elle y représente l'agence JYP Entertainment. Elle termine première avec 858 336 voix et fait ses débuts le 4 mai avec le groupe de filles I.O.I, lancée avec l'EP Chrysalis sous le label YMC Entertainment,.
Le 18 août, il a été annoncé que Somi collaborerait avec ses amies Choi Yoo-jung et Kim Chung-ha, ainsi que Ki Hui-hyeon de DIA, pour la chanson Flower, Wind and You, sortie le 29 août 2016. En octobre 2016, Somi est sélectionnée comme nouvelle présentatrice pour l'émission musicale The Show, diffusée sur SBS MTV, avec Woo-shin de UP10TION. Elle occupera ce rôle jusqu'au 25 avril 2017.

### 2017-2018: Départ de JYP Entertainment
Le 9 janvier 2017, il est confirmé que Somi vient de signer un contrat avec JYP Entertainment pour des activités concernant des apparitions dans une émission de télévision. Elle a rejoint le casting de Sister's Slam Dunk 2 de KBS2.
Les activités de Somi avec I.O.I ont rapidement pris fin après la séparation du groupe temporaire, le 29 janvier 2017. Le 9 mars 2017, Eric Nam et Somi dévoilent une single numérique collaborative intitulée You, Who?. Le 12 mai 2017, Somi débute avec Unnies, le groupe de filles du projet créé par Sister's Slam Dunk 2. Le groupe sort deux singles Right? et Lalala Song.
En mars 2017, Somi participe au programme Web Idol Drama Operation Teamde l'équipe KBS. Elle joue Bo-ram, une jeune lycéenne. Les sept membres forment, par la suite, groupe de filles appelées Girls Next Door et sortent une chanson destinée à être la bande originale du programme. La chanson intitulée Deep Blue Eyes, et sort le 14 juin 2017 produite par Warner Music Korea.
En juillet 2017, Somi est sélectionnée pour son premier contrat de parrainage en tant que modèle de campagne de la marque de boissons Coca-Cola Korea, Fanta.
En novembre 2017, Somi apparaît en featuring avec Jun. K's pour le single digital Nov to Feb.
En janvier 2018, Somi intègre la campagne Reebok Classic SS18, "Always Classic". Le 25 septembre 2018, la Wetskills Foundation nomme Somi comme ambassadrice internationale.
Le 20 août 2018, JYP Entertainment publie une déclaration officielle révélant qu'après un accord mutuel, Somi a résilié son contrat. Le mois suivant, Somi signe un contrat d'exclusivité avec The Black Label, filiale de YG Entertainment.

### 2019-présent: artiste soliste
Le 25 février 2019, The Black Label annonce que Somi s'apprête à faire ses débuts en tant qu'artiste solo avec une première chanson produite par Teddy.
En février 2019, Somi devient le nouveau modèle pour la marque de chaussures Nuovo d'ABC Mart. En mars 2019, Somi et Ong Seong-wu sont sélectionnés comme modèles publicitaires pour la marque de sport Beanpole Sports. Le 20 mai 2019, Somi devient ambassadrice de la marque de cosmétiques Shiseido Korea.

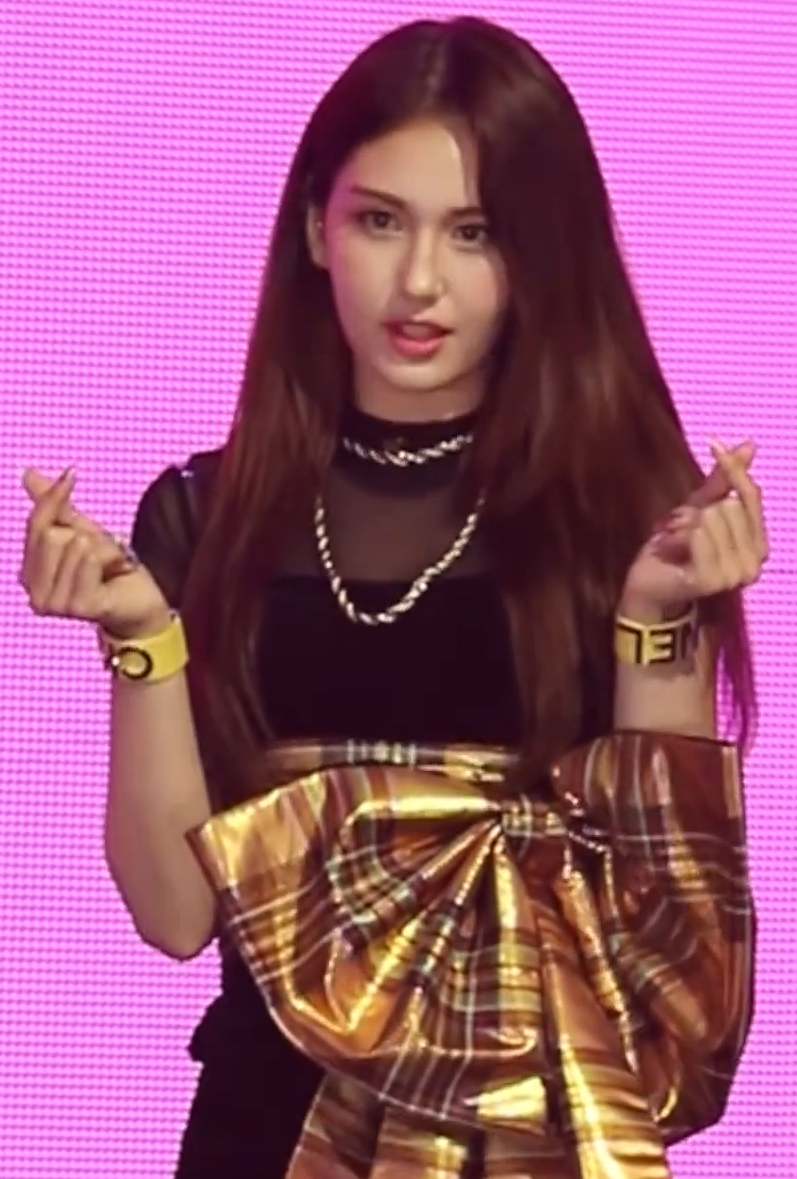
Somi lors de son premier showcase pour Birthday le 13 juin 2019.

Le 13 juin 2019, Somi sort sa première chanson intitulée Birthday et devient l'une des rares artistes solo coréennes à atteindre plusieurs millions de vues en 24h. Outta My Head, single sorti en même temps que Birthday, a été composé par Somi lorsqu'elle faisait encore partie de I.O.I. Elle fait sa première apparition dans une émission musicale en tant qu'artiste solo sur MBC's Show! Music Core le 15 juin 2019.
En 2020, MBC a annoncé que Somi rejoindrait Lose If You're Envious en tant que MC.
Le 28 mars 2020, est publié la toute premier télé-réalité de Somi, I Am Somi, sur la chaîne YouTube de The Black Label. Elle y montre, sous forme de vlogs, sa vie quotidienne en tant qu'idole. Lors du sixième épisode, Somi révèle que son retour est retardé et que la télé-réalité est interrompue à cause des restrictions de la pandémie de coronavirus.
En 14 juillet 2020, The Black Label confirma via Twitter que Somi ferait son retour le 22 juillet, avec un nouveau single intitulé What You Waiting For. Le 20 juillet, Somi signe un contrat avec Interscope Records. Elle sera maintenant représentée sous le label Universal Music Group pour les promotions en dehors de l'Asie. Le 6 août 2020, Somi remporte son premier trophée d'émission musicale avec What You Waiting For dans l'émission M!Countdown de Mnet.
Le 4 mai 2021, Somi retrouve les membres de I.O.I pour célébrer leur 5e anniversaire avec une émission en direct de retrouvailles intitulée Oui, je l'aime!.
En mai 2021, Somi est modèle pour la campagne mondiale de lunettes Louis Vuitton 2021.
Le 23 juillet, The Black Label confirma via Twitter que Somi ferait son retour le 2 août, soit plus d'un an après la sortie de son dernier single What You Waiting For. Le 2 août, Somi sort son troisième single DUMB DUMB qui atteint plus de 10 millions de vues en moins de 24h sur YouTube.

## Discographie

### Album studio
| Titre | Détails                                                                           | Classements | Classements | Ventes               |
| Titre | Détails                                                                           | COR         | USA World   | Ventes               |
| ----- | --------------------------------------------------------------------------------- | ----------- | ----------- | -------------------- |
| XOXO  | - Date de sortie : 29 octobre 2021 - Labels : The Black Label, Interscope Records | 6           | 14          | COR : plus de 58 900 |

### EP
| Titre     | Détails                                                                       | Classement | Ventes               |
| Titre     | Détails                                                                       | COR        | Ventes               |
| --------- | ----------------------------------------------------------------------------- | ---------- | -------------------- |
| Game Plan | - Date de sortie : 7 août 2023 - Labels : The Black Label, Interscope Records | 9          | COR : plus de 54 400 |

### Singles
| Année                                                            | Titre                                                                                             | Meilleures positions | Meilleures positions | Meilleures positions | Album               |
| Année                                                            | Titre                                                                                             | COR                  | USA World            | MON                  | Album               |
| En solo                                                          | En solo                                                                                           | En solo              | En solo              | En solo              | En solo             |
| ---------------------------------------------------------------- | ------------------------------------------------------------------------------------------------- | -------------------- | -------------------- | -------------------- | ------------------- |
| 2019                                                             | Birthday                                                                                          | 22                   | 5                    | —                    | XOXO                |
| 2020                                                             | What You Waiting For                                                                              | 53                   | 8                    | —                    | XOXO                |
| 2021                                                             | Dumb Dumb                                                                                         | 8                    | 5                    | —                    | XOXO                |
| 2021                                                             | XOXO                                                                                              | 43                   | 9                    | 185                  | XOXO                |
| 2023                                                             | Fast Forward                                                                                      | 5                    | 10                   | 145                  | Game Plan           |
| 2024                                                             | Ice Cream                                                                                         | 157                  | —                    | —                    | Non issu d'un album |
| En collaborations                                                |                                                                                                   |                      |                      |                      |                     |
| 2016                                                             | Flower, Wind and You (꽃, 바람 그리고 너) (avec Hui-hyeon, Yoo-jung, & Chungha)                   | 42                   | —                    | —                    | Non issu d'un album |
| 2017                                                             | You, Who? (유후) (avec Eric Nam)                                                                  | 16                   | —                    | —                    | Non issu d'un album |
| 2017                                                             | Deep Blue Eyes (en tant que Girls Next Door avec Moonbyul, YooA, Seulgi, Sohee, D.ana et Sujeong) | NC                   | —                    | —                    | Non issu d'un album |
| "—" signifie que le titre ne s'est pas classé dans cette région. |                                                                                                   |                      |                      |                      |                     |

## Filmographie

### Films
| Année | Titre            | Titre    | Rôle                   | Réf.  |
| Année | Anglais          | Coréen   | Rôle                   | Réf.  |
| ----- | ---------------- | -------- | ---------------------- | ----- |
| 2014  | Ode to My Father | 국제시장 | fille de Mak-soon Yoon | [ 6 ] |

### Programmes télévisés
| Année | Titre                                | Titre                | Plateforme | Réf.   |
| Année | Anglais                              | Coréen               | Plateforme | Réf.   |
| ----- | ------------------------------------ | -------------------- | ---------- | ------ |
| 2015  | Sixteen                              | 식스틴               | Mnet       | [ 57 ] |
| 2016  | Produce 101                          | 프로듀스 101         | Mnet       | [ 58 ] |
| 2016  | Battle Trip                          | 배틀 트립            | KBS2       | [ 59 ] |
| 2017  | Sister's Slam Dunk Season 2          | 언니들의 슬램덩크    | KBS2       | [ 60 ] |
| 2017  | Idol Drama Operation Team            | 아이돌 드라마 공작단 | KBS Joy    | [ 61 ] |
| 2017  | I Can See Your Voice                 | 너의 목소리가 보여   | Mnet       |        |
| 2019  | Not the Same Person You Used to Know | 니가 알던 내가 아냐  | Mnet       | [ 62 ] |
| 2019  | Law of the Jungle in Chuuk           | 정글의 법칙          | SBS        | [ 63 ] |
| 2020  | Lose If You're Envious               | 부러우면 지는거다    | MBC        | [ 64 ] |
| 2020  | I Am Somi                            | 아이 엠 소미         | YouTube    | [ 65 ] |

### Présentatrice
| Année     | Titre                         | Plateforme | Notes                             | Réf.   |
| --------- | ----------------------------- | ---------- | --------------------------------- | ------ |
| 2016–2017 | The Show                      | SBS MTV    | avec Kim Woo-seok                 | [ 66 ] |
| 2017      | 26th Seoul Music Awards       | KBS N      | avec Kim Hee-chul et Tak Jae-hoon | [ 67 ] |
| 2018      | Produce 48                    | Mnet       | Épisode 1 avec Kang Daniel        | [ 68 ] |
| 2018      | Music Bank World Tour: Berlin | KBS2       | avec Park Bo-gum                  | [ 69 ] |
| 2020      | Unite ON: Live Concert        | V Live     | avec Choi Bo-min                  | [ 70 ] |

### Apparitions clip vidéos
| Année | Titre                         | Artiste  | Réf.   |
| ----- | ----------------------------- | -------- | ------ |
| 2014  | Stop Stop It (하지하지마)     | Got7     | [ 71 ] |
| 2016  | White Night (하얗게 불태웠어) | Up10tion | [ 72 ] |

## Prix et nominations
| Cérénomie                | Année | Catégorie                           | Nomination | Résultat |
| ------------------------ | ----- | ----------------------------------- | ---------- | -------- |
| Korea First Brand Awards | 2017  | CF Model                            | Somi       | Gagnante |
| Asia Artist Awards       | 2019  | Prix de popularité StarNews         | Somi       | Nommée   |
| Genie Music Awards       | 2019  | La nouvelle artiste féminine        | Somi       | Nommée   |
| Melon Music Awards       | 2019  | Prix Hot Trend                      | Somi       | Nommée   |
| Mnet Asian Music Awards  | 2019  | Artiste de l'année                  | Somi       | Nommée   |
| Mnet Asian Music Awards  | 2019  | Meilleure nouvelle artiste féminine | Somi       | Nommée   |
| Mnet Asian Music Awards  | 2019  | Top 10 mondial Fans' Choice         | Somi       | Nommée   |
| Mnet Asian Music Awards  | 2019  | Qoo10 Artiste féminine préférée     | Somi       | Nommée   |
| Mubeat Awards            | 2020  | Meilleur soliste féminine           | Somi       | Gagnante |
| Seoul Music Awards       | 2020  | Prix Dance Performance              | "Birthday" | Nommée   |